# Oxyagrion santosi
Oxyagrion santosi là một loài chuồn chuồn kim trong họ Coenagrionidae.
Oxyagrion santosi được miêu tả khoa học năm 1967 bởi Martins.